# Costruzione metallica

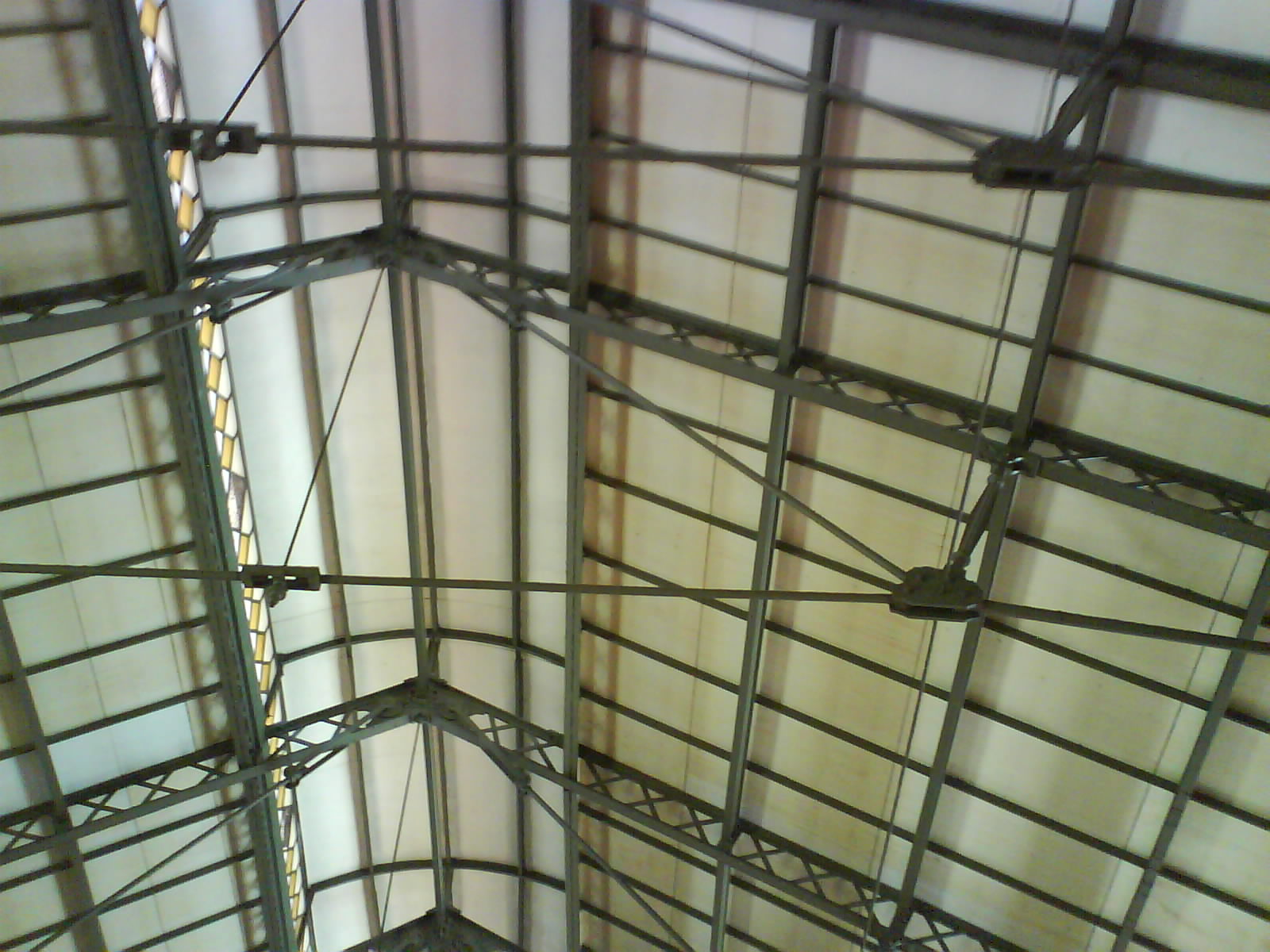
Capriata in metallo in un edificio industriale

Le costruzioni metalliche sono opere edili la cui struttura portante è realizzata interamente in acciaio.

## Storia

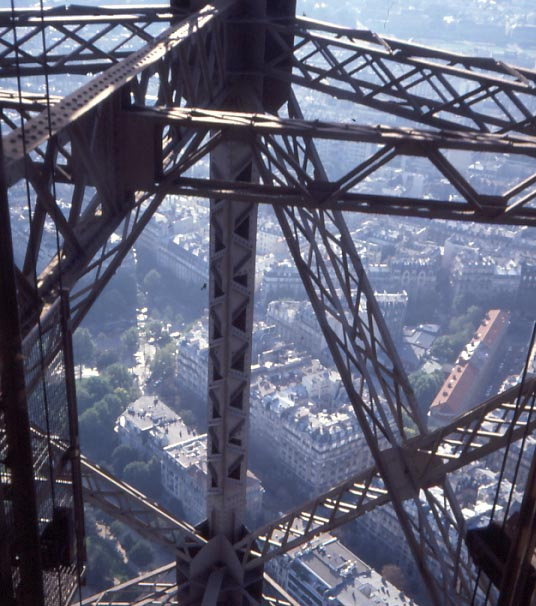
Particolare della Tour Eiffel, uno dei primi esempi di grandi costruzioni in acciaio.

L'acciaio si è rilevato come un materiale da costruzione di importanza fondamentale sin dalla metà del XIX secolo.

Per le sue alte qualità di resistenza in rapporto alla sezione impiegata, si impose come materiale sostitutivo del legno in numerose applicazioni costruttive.

Infatti l'acciaio offriva il vantaggio di permettere la costruzione di strutture portanti di modesta sezione occupando quindi molto meno spazio rispetto ai materiali impiegati fino ad allora, e dava all'insieme della costruzione un aspetto di leggerezza, pur consentendo di impiegare elementi portanti di luci insolite.

Quasi contemporaneamente all'acciaio è comparso, quale nuovo materiale da costruzione, il calcestruzzo armato.

I progressi della siderurgia nei primi anni del XX secolo hanno messo a disposizione acciai perfettamente rispondenti alle nuove necessità specialmente nel campo degli impianti industriali.

Fino al 1930, la chiodatura e la bullonatura erano i procedimenti più comuni per collegare tra loro gli elementi componenti una struttura metallica.

Negli anni successivi, grazie all'evoluzione delle qualità chimiche dell'acciaio, che ha  migliorato la saldabilità dello stesso, la saldatura elettrica ha preso piede apportando notevoli modifiche nell'arte del costruire in metallo.

Dopo la fine della seconda guerra mondiale, le cui conseguenze avevano obbligato a ridurre la produzione di acciaio per costruzione, la qualità dei prodotti siderurgici è andata sempre più migliorando.

## Vantaggi e svantaggi
I principali vantaggi rispetto ad altri materiali da costruzione sono:
- elevato rapporto resistenza/peso specifico pertanto le strutture metalliche sono più leggere di quelle in muratura portante e in calcestruzzo armato. Questo determina una minore incidenza del peso proprio strutturale sui carichi di esercizio e quindi fondazioni più ridotte. La maggiore leggerezza degli elementi di acciaio e la loro elevata resistenza inoltre permette di realizzare strutture di grandi luce;
- migliore corrispondenza al modello di calcolo della struttura, poiché l'acciaio si presenta come un materiale isotropo e omogeneo e ha un comportamento elastico lineare fino allo snervamento. Tutto il contrario del calcestruzzo armato;
- prefabbricazione in officina;
- montaggio rapido;
- limitato costo di demolizione;
- possibilità di effettuare facilmente rinforzi o variazioni in sito.

Gli svantaggi principali sono:
- elevato costo dell'acciaio;
- esilità della costruzione che è causa di problemi di instabilità quali carico di punta delle strutture compresse;
- eccessiva deformabilità;
- pericolo di rottura a fatica[1];
- necessità di mano d'opera specializzata;
- elevato costo di manutenzione (pitturazioni anticorrosive, verifica del serraggio dei bulloni, ecc.);
- vulnerabilità all'azione del fuoco (tanto da indurre nascita e diffusione del calcestruzzo armato, con il calcestruzzo impiegato, in origine, a protezione dell'acciaio dal calore degli incendi);
- eccessive vibrazioni a causa di azioni dinamiche (sisma, vento, ecc.)

## Acciai destinati alle strutture
Fra i numerosi prodotti siderurgici, ve ne sono alcuni particolarmente destinati alla carpenteria metallica.

Gli acciai da costruzione comprendono in genere, i tipi unificati degli acciai semplici al carbonio.

Questi sono usati sotto forma di prodotti laminati a caldo.

Per applicazioni particolari vengono impiegati anche acciai speciali (es. acciaio inox, Acciaio Corten, ecc.), i quali contengono piccole quantità di metalli pregiati (cromo, manganese, nichel, rame, ecc.) che migliorano notevolmente le caratteristiche dell'acciaio specialmente nei confronti della corrosione.

## Prodotti siderurgici
In base al loro profilo i principali acciai laminati di uso generale utilizzati nelle carpenterie metalliche sono:
- le lamiere
- i piatti e i larghi piatti
- le barre
- i tubi anche saldati
- i profilati:
  - a sezioni a doppio T
    - IPE
    - HE
    - INP
    - ISE
    - HSH
    - HSA
    - HSL
    - HSE
    - HSD
    - HSU.

  - gli angolari ad ali uguali e ad ali disuguali
  - a sezione a U
    - UPN
    - a U ad ali parallele

  - a sezione a T

## Costanti elastiche
Per tutti gli acciai si assumono i seguenti valori delle Costanti elastiche:
- modulo di elasticità normale: E = 206.000 MPa;
- modulo di elasticità tangenziale: G = 78.400 MPa

## Criterio di resistenza
Il criterio per la verifica ed il progetto della sezione resistente degli elementi strutturali in acciaio è quello definito da Von Mises detto della massima energia di distorsione.

Tale criterio consiste nel calcolo dello stato di tensione nei punti più sollecitati della sezione e nel confronto di tale stato di tensione con la tensione ammissibile dell'acciaio.

Gli stati di tensioni più comuni sono quelli piani biassiali come ad esempio quelli che si verificano nelle sollecitazione di flessione accompagnata da taglio.

Infatti la flessione determina l'insorgere di una tensione normale σ normale al piano della sezione mentre lo sforzo di taglio è causa dell'insorgere di tensioni tangenziali τ giacenti anche sul piano della sezione.

Con il criterio di Von Mises si tiene conto dell'azione contemporanea delle due tensioni σ e τ e le si trasforma in una tensione normale ideale pari a:
- σid = ±√(σ2 + 3τ2).

Pertanto la verifica in campo elastico per gli stati di tensione pluriassiali, in analogia a quella utilizzata per quelli monoassiali, è soddisfatta quando:
- metodo delle tensioni ammissibili: σid ≤ σamm
- metodo degli stati limite: σid ≤ fyk/1,05

Nella sua stesura più generale per gli stati di tensioni piani la tensione ideale vale:
- σid = ±√(σx2 + σy2 - σxσy + 3τ2).

## Unioni nelle strutture in acciaio
I collegamenti hanno lo scopo di unire tra loro i vari elementi che vanno a comporre la struttura portante in acciaio.

Le unioni si dividono in:
- unioni chiodate
- unioni bullonate
  - con bulloni che lavorano a taglio
  - con bulloni che lavorano ad attrito (con bulloni ad alta resistenza)
- unioni saldate

### Unioni chiodate

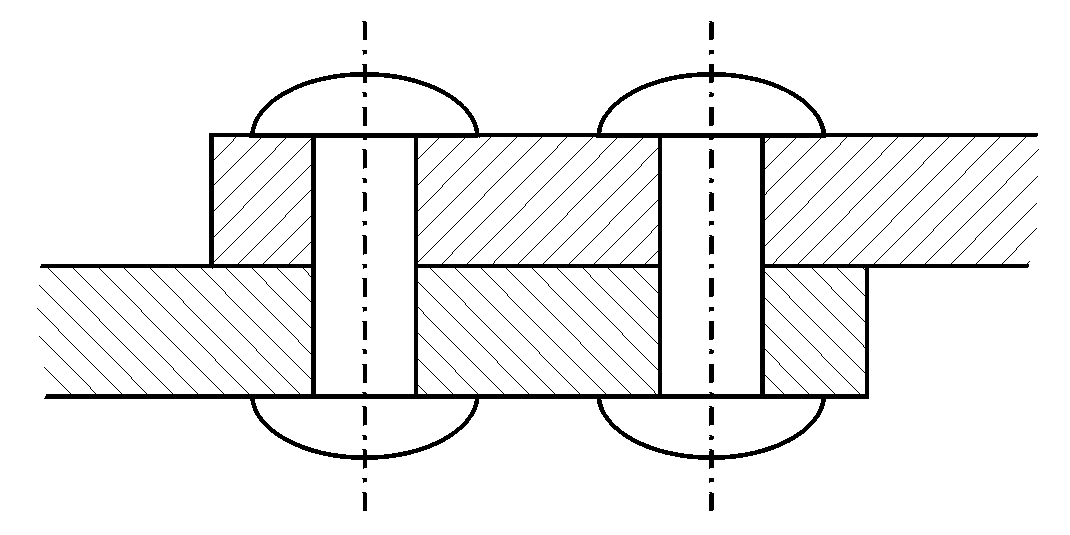
Chiodatura

Le unioni chiodate si impiegano per collegamenti di carattere permanente, molto spesso, per lavori eseguiti in officina.

#### Tipologia dei chiodi
Il chiodo è un elemento di collegamento composto da un corpo cilindrico e da una testa.

Le norme UNI prevedono 7 tipi di chiodi, ma non tutti vengono utilizzati nelle carpenterie metalliche, nelle quali invece si usano di norma i chiodi:
- a testa tonda (o semisferica) stretta
- a testa svasata (o tronco-conica) piana (o rasa);
- a testa svasata con calotta (o colma)

In funzione dello spessore s da collegare mediante chiodatura si utilizzano:
- chiodi a testa tonda ed a testa svasata piana di diametro d quando s/d ≤4,5;
- chiodi a testa svasata con calotta per 4,5 < s/d ≤ 6,5.

#### Tipologia di acciai
Per la realizzazione dei chiodi ribaditi a caldo si dovranno utilizzare acciai conformi alle norne UNI 7356

#### Lunghezza del chiodo
La lunghezza del chiodo deve essere tale che il metallo sia in quantità sufficiente per formare la seconda testa (testa ribadita).

Questa lunghezza si  misura secondo il tipo di chiodo.

Dato lo spessore totale s degli elementi da unire e d il diametro del chiodo, la lunghezza del chiodo dovrà essere:
- l = s + 1,5 d se si deve formare una testa tonda;
- l = s + 0,5 d se si deve ottenere una testa svasata.

#### Posa in opera
I chiodi sono posti in opera a caldo.

Il chiodo scaldato a calore rosso chiaro, viene introdotto nel foro praticato negli elementi da unire e si ribadisce la parte del gambo che sporge.

La ribaditura si fa di rado martellando a mano, più spesso utilizzando un martello pneumatico,e talvolta, in officina, mediante apposita pressa, che assicura un più stretto contatto dei pezzi collegati.

La ribaditura provoca:
- l'ingrossamento del gambo del chiodo che così va a riempire completamente il foro. Il diametro del chiodo è minore di 1 mm del diametro del foro per facilitare l'introduzione;
- la formazione, nella parte inferiore, della testa ribadita che, in ultimo, si perfeziona mediante apposito stampo.

Con il raffreddarsi, il chiodo tende ad accorciarsi e la testa ribadita impedisce questo accorciamento, quindi il chiodo precomprime gli elementi da unire.

La testa ottenuta con la ribaditura devono risultare ben centrate sul fusto, prove si screpolature e ben combacianti con la superficie dei pezzi giuntati.

Devono essere liberate inoltre dalle sbavature mediante scalpello curvo.

### Unioni Bullonate

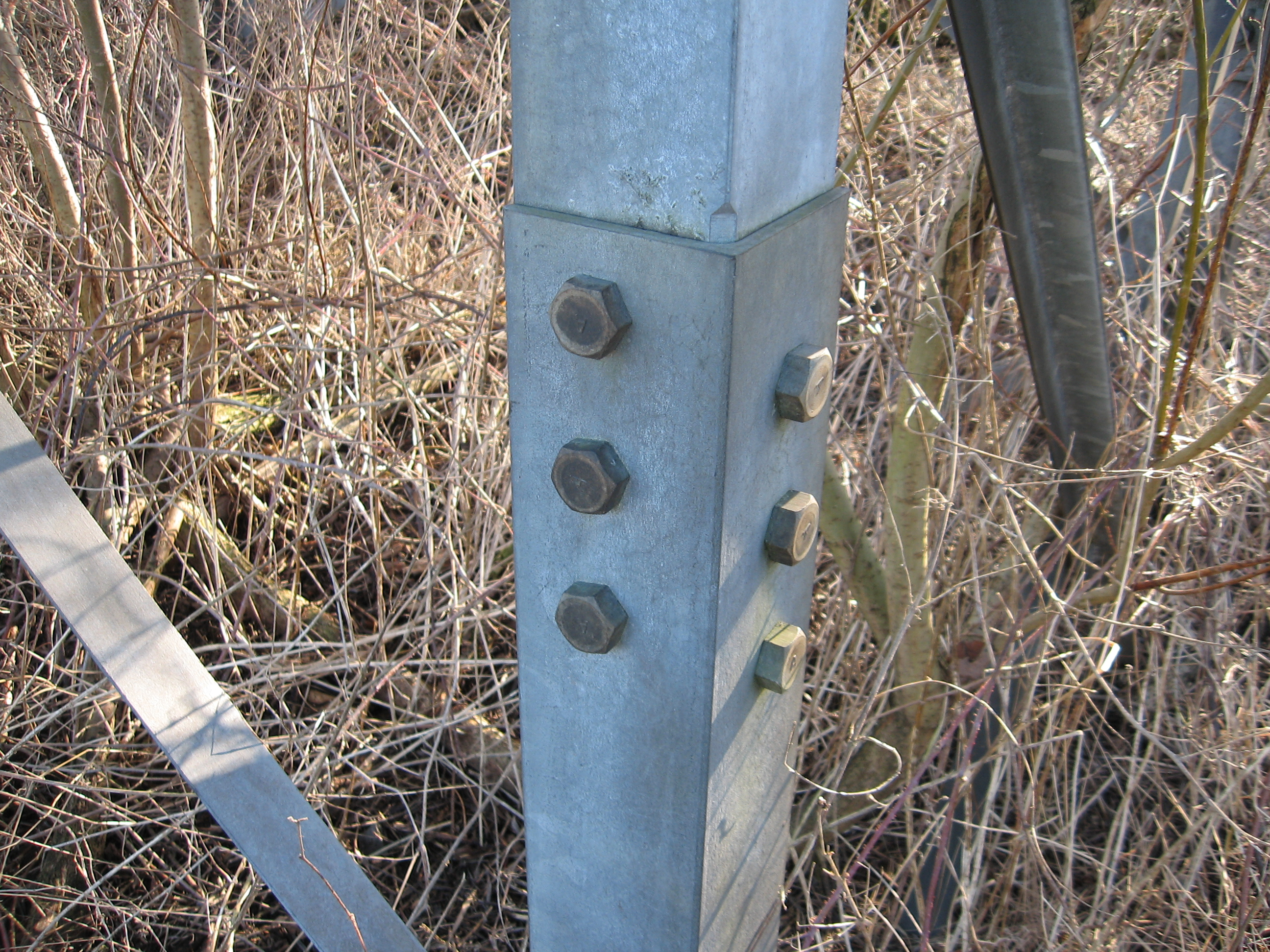
Collegamento bullonato

le unioni bullonate vengono realizzate con:
- bulloni che lavorano a taglio o non precaricati;
- bulloni che lavorano ad attrito o precaricati.

Nel primo caso, la stabilità del collegamento fra i due elementi è dovuta al contatto fra il gambo della vite che costituisce il bullone e le pareti degli elementi da collegare, quindi il relativo foro sarà calibrato; nel secondo caso, invece, la stabilità del collegamento è dovuta all'attrito, ed il gambo della vite lavora a trazione. Non occorre, quindi, che il foro sia calibrato, è sufficiente sia un foro passante, quindi il bullone lavorerà a trazione, grazie all'attrito, anche se il suo gambo non è a contatto con la parete del foro.

#### Le classi delle viti
I bulloni utilizzati in carpenteria hanno viti tabellate per classi secondo UNI EN 20898, specificate da due numeri con il primo indicante la resistenza ultima ft (espressa in MPa) diviso 100, e il secondo dato dal rapporto della resistenza a snervamento fy /resistenza ultima ft (espresse in MPa) moltiplicato per 10:
| Classe | Resistenza a taglio (fk,V) | Resistenza a trazione/compressione (fk,N) | Resistenza a snervamento (fy) | Resistenza ultima (ft) | Allungamento % (A%) |
| 4.6    | 170 MPa                    | 240 MPa                                   | 240 MPa                       | 400 MPa                | 22                  |
| 5.6    | 212 MPa                    | 300 MPa                                   | 300 MPa                       | 500 MPa                | 20                  |
| 6.8    | 255 MPa                    | 360 MPa                                   | 480 MPa                       | 600 MPa                | 16                  |
| 8.8    | 396 MPa                    | 560 MPa                                   | 640 MPa                       | 800 MPa                | 12                  |
| 10.9   | 495 MPa                    | 700 MPa                                   | 900 MPa                       | 1000 MPa               | 9                   |
| 12.9   | 594 MPa                    | 840 MPa                                   | 1080 MPa                      | 1200 MPa               | 8                   |

Questi valori caratteristici andranno divisi per un coefficiente di modello e uno di sicurezza del materiale per i calcoli di progetto.
Le classi 8.8, 10.9 e 12.9 sono dette ad alta resistenza mentre le classi precedenti sono dette normali

#### Accoppiamento vite/dado

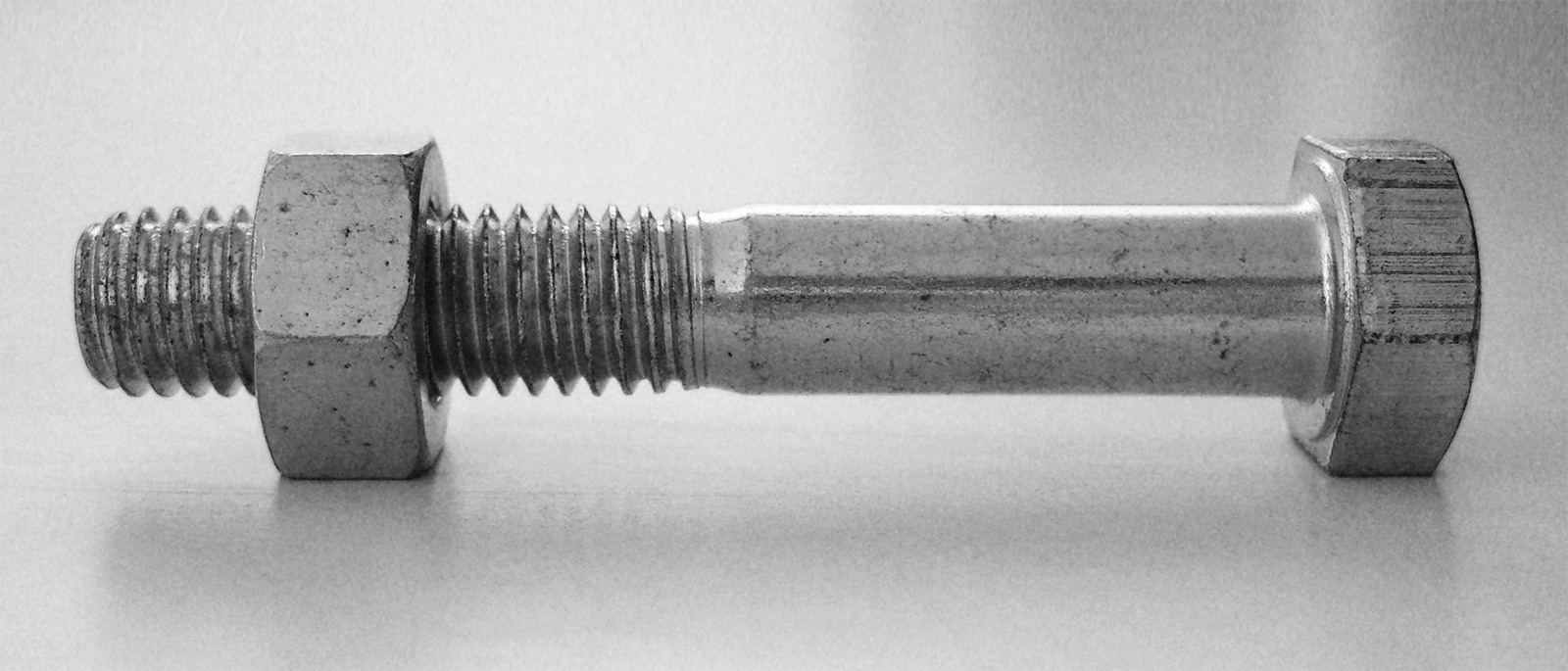
Vite con dado: bullone

Per qualsiasi tipologia di giunzione bullonata le viti e i dadi devono essere associati come riportato nel seguente prospetto:
|      | normali     | ad alta resistenza |
| vite | 4.6 5.6 6.8 | 8.8 10.9           |
| dado | 4.0 5.0 6.0 | 8.0 10.0           |

#### Diametri
I diametri d dei bulloni in genere variano dai 12 ai 30 mm (a due a due fino a 24 mm, poi 27 e 30); nel dimensionamento, a causa della loro filettatura, si considera un'area equivalente che tiene conto della filettatura e non quella effettiva ricavabile dal diametro

#### Serraggio
I bulloni di ogni classe devono essere adeguatamente serrati.
È consigliabile applicare un serraggio tale da provocare una forza di trazione Ns (in N) del gambo della vite pari a:
- Ns = 0,8 fk,N Ares

dove: 
- fk,N è la resistenza caratteristica di un bullone a trazione (in N/mm2);
- Ares è l'area resistente della vite (in mm2).

La coppia di serraggio Ts (in N.m) necessaria ad indurre la forza normale Ns risulta, per filettature a passo grosso:
- Ts = 0,2 Ns d

dove
- d = è il diametro nominale di filettatura del bullone (in mm).

#### Verifiche
Per i bulloni ad attrito viene effettuata solamente la verifica ad attrito tra le superfici di contatto della lamiera e del bullone, ovvero si verifica che la forza di serraggio dei bulloni renda efficace l'unione. Per tutte le altre classi si considera il tranciamento del bullone, lo strappo e il rifollamento della lamiera.

#### Tipologie
Le unioni bullonate si dividono in due categorie:
- a flangia, usate tipicamente nei casi in cui il bullone è sottoposto prevalentemente a trazione.
- a coprigiunto, usate tipicamente nei casi in cui il bullone è sottoposto a taglio.

### Saldate
Un altro metodo per unire elementi in acciaio sono le saldature.

#### Procedimenti di saldatura
Possono essere impiegati i seguenti procedimenti:
- saldatura manuale ad arco con elettrodi rivestiti;
- saldatura automatica ad arco sommerso;
- saldatura automatica o semiautomatica sotto gas protettore.

Altri procedimenti di saldatura sono permessi previa verifica della loro efficienza mediante l'effettuazione delle prove previste dalla normativa vigente.

#### Tipologie di giunto
Esistono vari di unione saldate:

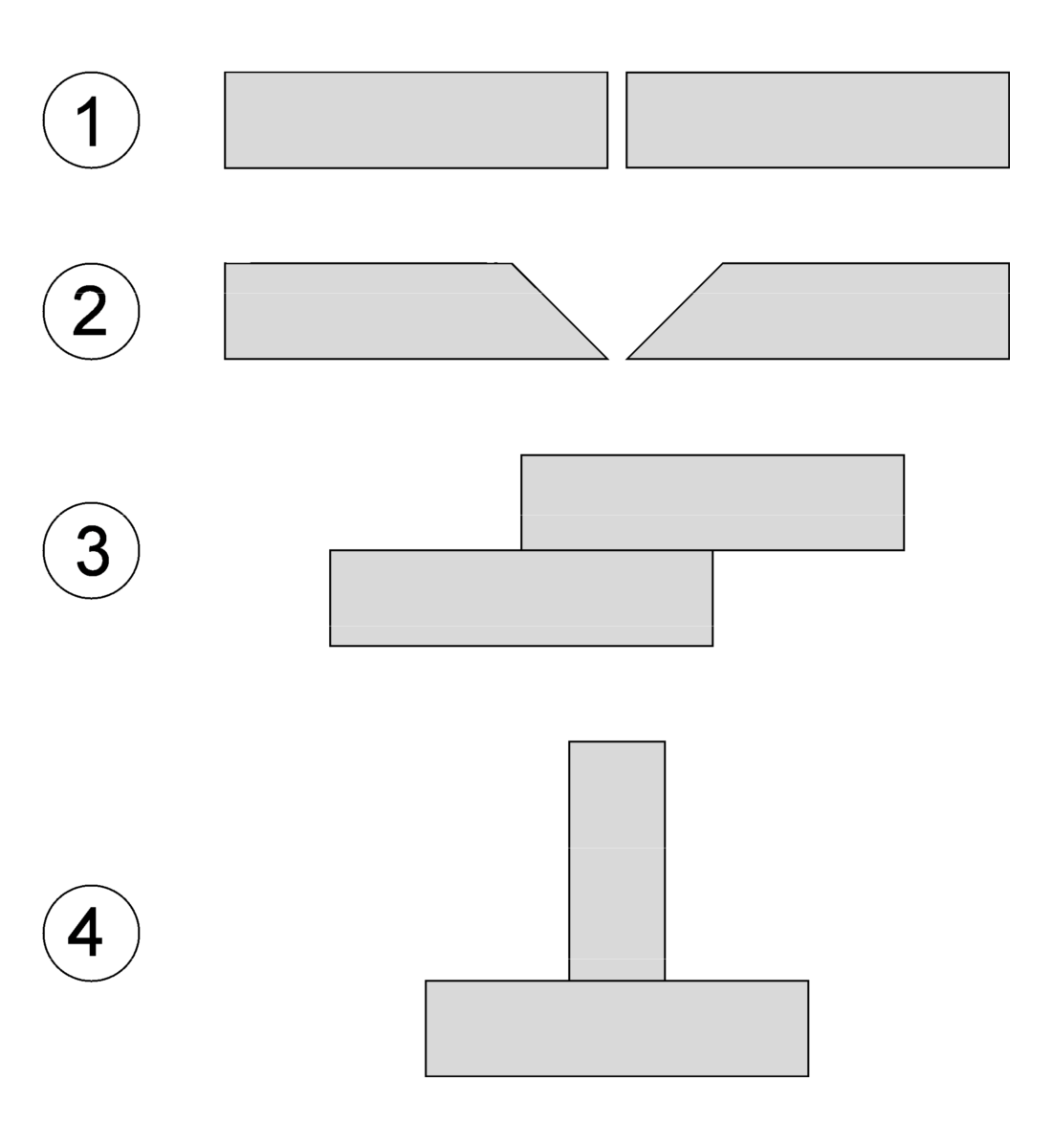
Forme di giunti

- testa a testa. a completa penetrazione o parziale penetrazione
- a T e a croce: a completa penetrazione o parziale penetrazione
- a L
- di spigolo
- a sovrapposizione

##### Giunto testa a testa

Tipologie base di cianfrino

I giunti testa a testa sono caratterizzati dal fatto che i pezzi da unire sono pressoché complanari.

Si ottengono semplicemente accostando i pezzi da saldare (si lascia sempre uno spazio opportuno) tra i quali si realizza il cordone di saldatura.

I pezzi possono essere preparati, mediante cianfrinatura, o meno a seconda dello spessore:
- se lo spessore dei pezzi è limitato (2 – 3 mm) le estremità da saldare di norma non vengono preparate;
- se lo spessore non è esiguo le estremità possono essere preparate a V (inclinazione delle facce a 45º) o a U;
- per spessori maggiori si preparano le estremità da saldare a X a Y o anche a K

##### Giunto a T e a croce
I giunti a T e a croce vengono utilizzati per unire due o più pezzi ortogonali.

Nel giunto a T uno solo dei pezzi subisce una preparazione a V per permettere al cordone di saldatura di penetrare completamente all'interno dello spessore del pezzo preparato.

nel giunto a croce i pezzi preparati a V sono due.

In questo tipo di saldatura dovrà essere previsto un graduale allargamento del cordone di saldatura la cui larghezza, in corrispondenza della lamiera su cui viene ad attestarsi, dovrà essere almeno pari a 1,3 volte lo spessore del pezzo preparato a V.

##### Giunto a cordoni d'angolo
Tali giunti sono realizzati per unire pezzi che formano un angolo non nullo.

Si distinguono dai precedenti perché nessuno dei pezzi e preparato e pertanto la penetrazione del cordone nel materiale è minore.

## Le aste composte

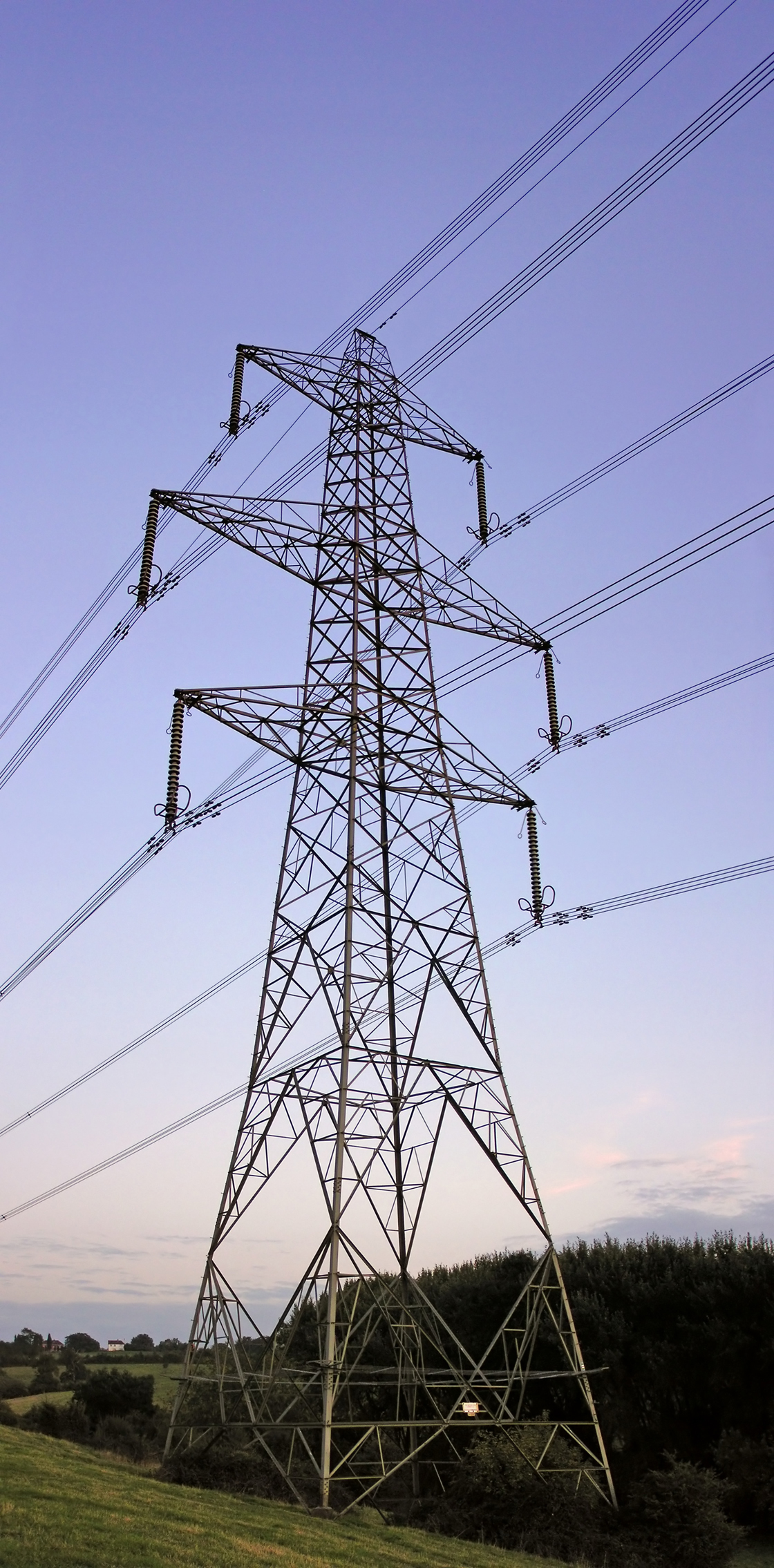
Traliccio di un elettrodotto

Un'asta composta (o puntone composto) è realizzata dall'accoppiamento di più elementi semplici.

Abbiamo tre tipologie di aste composte:
- le aste tralicciate: quando il collegamento tra gli elementi verticali, costituiti da due o più profilati, è realizzato con elementi diagonali;
- Le aste calastrellate: quando gli elementi verticali sono collegati mediante elementi orizzontali dette calastrelli;
- Le aste miste: quando gli elementi verticali sono collegati sia con diagonali che con clastrelli.

## Le travature reticolari
Le travature reticolari sono strutture inflesse composte dall'accoppiamento di più elementi semplici in acciaio (ma anche in legno o calcestruzzo armato) collegate fra di loro in punti detti nodi.

Le varie aste concorrenti in ciascun nodo possono essere articolate (nodo cerniera) oppure collegate rigidamente (nono incastro elastico).

Le forze esterne agenti sulla travatura sono considerate applicate nei nodi, mentre le aste sono soggette soltanto al loro peso proprio.

In queste condizioni le aste, se collegate da nodi cerniera sono sollecitate quasi esclusivamente a sforzo normale di trazione (tiranti) o di compressione (puntoni) poiché i momenti flettenti dovuti al peso proprio sono trascurabili.

Se invece le aste sono collegate da nodi incastro, si hanno anche monumenti flettenti non trascurabili.

Tuttavia anche in questo caso la sollecitazione di gran lunga prevalente è costituita dagli sforzi normali.

le varie parti della travatura lavorano dunque nelle migliori condizioni, ciò consente di ridurre al minimo le sezioni resistenti del materiale impiegato.

Quindi le travature reticolari consentono di realizzare, con notevole economi, costruzioni leggere ma di luci rilevanti.

In una travatura reticolare si distinguono:
- i correnti che hanno la funzione di assorbire lo sforzo di flessione
- le aste di parete (diagonali e montanti) che hanno la funzione di assorbire il taglio.

Le travature reticolari piane più semplici sono quelle a correnti paralleli.

Di questo tipo sono:
- la trave Howe che ha i diagonali discendenti verso l'estremità: in questo caso risulta il diagonale compresso e il montante teso, con il corrente inferiore teso e quello superiore compresso.

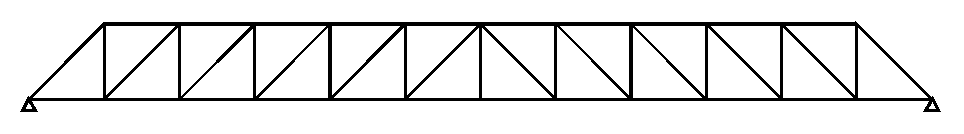
Travatura Howe

- la trave Monhier o Pratt che ha i diagonali discendenti verso la mezzeria: in questo caso il diagonale risulta teso mentre il montante è compresso. Questo tipo di trave è più funzionale poiché essendo i montanti più corti dei diagonali c'è minor pericolo che insorga l'instabilità a carico di punta mentre nella trave Howe, dove i diagonali sono compressi il rischio di stabilità è maggiore.

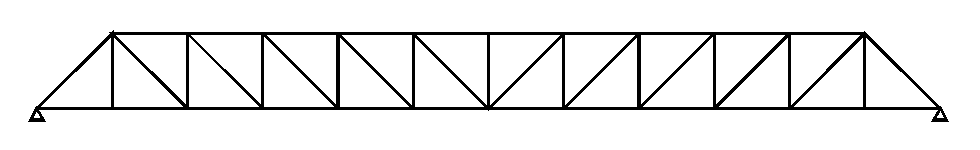
Travatura Monhier

Le travi Monhier utilizzate nelle copertura a falde, hanno il corrente superiore a doppia inclinazione per facilitare il deflusso delle acque meteoriche.

Travatura Monhier a correnti superiori inclinati

Esistono altri tipi di travature reticolari piane tipo:
- la trave Warren che ha correnti paralleli ma aste di parete costituite solo da diagonali e contro diagonali (mancano i montanti). In questo caso abbiamo diagonali alternativamente tesi e compressi.

- la trave  Long:

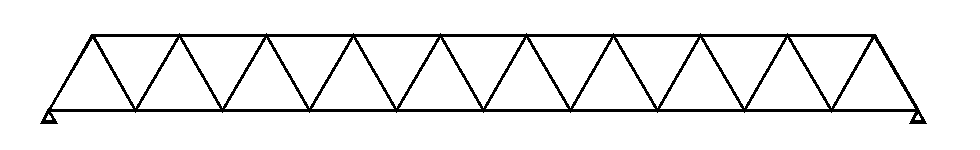
Travatura Warren

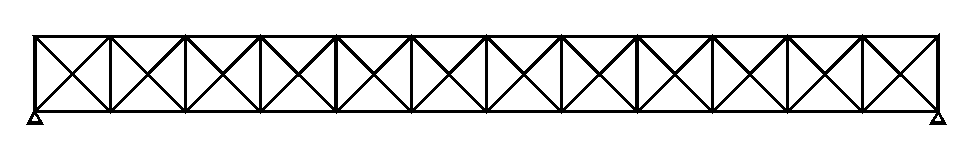
Travatura Long

- la trave Vierendeel: trave reticolare senza diagonali

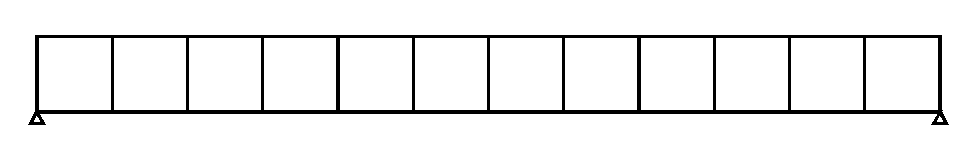
Travatura Vierendeel

### I nodi incastro
In una travatura reticolare le varie aste concorrono in un nodo che può essere un incastro elastico.

Quando tracciamo a fil di ferro una travatura reticolare le varie linee costituiscono le rette di azione degli sforzi normali interniche vanno ad equilibrare i carichi esterni agenti in corrispondenza dei soli nodi.

In realtà le aste sono elementi che hanno una determinata forma.

Gli elementi reali possono essere disposti nello schema a fil di ferro in due modi:
- i vari profilati vengono posizionati in modo tale che i loro assi baricentrici coincidano con gli assi di tracciamento della travatura che pertanto vanno tutti a concorrere in un solo punto che coincide con il nodo teorico. In corrispondenza del nodo il collegamento tra corrente e aste di parete viene realizzato con l'interposizione di un piatto detto fazzoletto che fisicamente materializza il nodo. Le aste di parete (diagonali e/o montanti) costituite normalmente da una coppia di profilati a L accoppiati vengono collegati al nodo mediante una coppia di bulloni (o di chiodi). L'asse congiungente i bulloni, detto asse di truschino, non coincide con l'asse baricentrico ma passa per la mezzeria dell'ala, per facilitare il serraggio dei bulloni; in questo modo le aste risultano soggette, oltre che a sforzo normale N, ad un momento generato da una eccentricità e rispetto all'asse di truschino pertanto i due bulloni devono generare una coppia di trasporto. Se indichiamo con d la distanza tra i bulloni deve risultare: V*d = N*e → V = N*e/d. Pertanto i carico totale agente sul singolo bullone vale: C = √((N/2)2 +V2).
- Si può far coincidere l'asse di truschino con l'asse di tracciamento. In questo caso lo sforzo normale ha la retta di azione coincidente con l'asse di truschino per cui la coppia di bulloni è soggetta solo ad un carico pari a N/2. Poiché però l'asse di tracciamento non coincide con quello baricentrico delle aste, in queste si genera un momento pari a N*e (dove e è la eccentricità fra i due assi) e pertanto le aste risultano presso inflesse o tenso inflesse. Quest'ultimo metodo è più conveniente del precedente poiché l'asse di truschino è un asse reale e pertanto è più facile il montaggio. Inoltre i bulloni sono meno sollecitati e il momento di trasporto è poco significativo.

## Principali fenomeni di instabilità

### Sbandamento dei puntoni
Questo fenomeno, che interessa puntoni snelli, viene indicato in letteratura come effetti del secondo ordine e consiste nello spostamento del punto di applicazione del carico di compressione applicato all'elemento sotto l'effetto della deformazione della struttura.

In questo caso si parla anche di   non linearità geometrica per differenziarla dalla non linearità meccanica dovuta alla relazione non lineare sforzo-deformazione del materiale.

In questo caso lo spostamento del punto di applicazione del carico di compressione è tale da influenzare sostanzialmente l'equilibrio di una struttura snella (insorgono momenti flettenti non trascurabili), cioè non esiste una relazione lineare tra azioni e deformazioni come per gli elementi tozzi.

Il tipo di analisi strutturale effettuato in presenza di non linearità geometrica (ma anche di non linearità meccanica) è denominato analisi non lineare ed è fondamentale per la valutazione della sicurezza della struttura.

Vediamo come si manifesta il fenomeno dello sbandamento.

Si consideri il caso più generico di un'asta (puntone) a sezione asimmetrica   compressa eccentricamente.

In questo situazione generica risulta che la sezione non ha nessuna simmetria e nessun particolare centro di carico pertanto l'asse baricentro G della sezione, l'asse dei centro di taglio C e l'asse dei centri di carico P non coincidono.

Quando insorgono i fenomeni di instabilità, con lo sbandamento laterale dell'asta si verifica sia una flessione sia una torsione, e in generale la linea congiungente i centri di rotazione D non coincide con nessuno dei tre assi citati.

Questo modo di sbandare viene detto sbandamento flessotorsionale.

A seconda della posizione del centro di pressione e della forma della sezione nella realtà costruttiva si possono presentare diversi casi particolari quali:
- sezione che ammette un asse di simmetria come nel caso di profilati UPN e a T. In questo caso un asse principale della sezione coincide con questo. Pertanto G ≠ C ma C giace sull'asse di simmetria:
  - se P ≡ G, la struttura risulta compressa. Lo sbandamento laterale avviene lungo l'asse di minore rigidezza. Se questo coincide con l'asse di simmetria (che contiene C), si verifica solo una flessione. In questo caso si ha uno sbandamento flessionale. Se invece coincide con l'altro asse principale, perpendicolare a quello di simmetria, insorge sia una flessione che una torsione. In questo caso sia ha uno sbandamento  flessiotorsionale;
  - se P ≡ C, la struttura risulta soggetta a pressoflessione retta. Lo sbandamento laterale della sezione avviene lungo l'asse di simmetria (contenente C) che è anche asse di sollecitazione (contiene il carico) in questo caso lo sbandamento è di tipo flessionale. Può capitare però che se l'asse di simmetria è anche l'asse di maggiore rigidezza, se l'eccentricità non è grande, è possibile che l'asta, prima di sbandare lungo tale asse, si infletta per carico di punta sbandando lungo l'asse di minore rigidezza perpendicolare al precedente. In questo caso lo sbandamento è di tipo flessotorsionale.
- sezione che ammette due assi di simmetria come nel caso di profilati IPE e HE. In questo caso i due assi principali coincidono con questi e pertanto G ≡ C:
  - se P ≡ G, la struttura risulta compressa. Lo sbandamento laterale avviene lungo l'asse di simmetria di minore rigidezza. Lo sbandamento è di tipo flessionale;
  - se P ≠ G, ma P è giacente su un asse di simmetria, la struttura risulta sollecitata a pressoflessione retta. Lo sbandamento avviene lungo l'asse di simmetria contenente P che pertanto è anche asse di sollecitazione. In questo caso lo sbandamento è di tipo flessionale. Come accade per le sezioni a singolo asse di simmetria, anche in questo caso può capitare che se l'asse di sollecitazione coincide con l'asse di maggiore rigidezza, per piccole eccentricità, l'asta si può instabilizzare prima per effetto del carico di punta, sbandando pertanto lungo l'asse di minore rigidezza perpendicolare al precedente. In questo caso però si verifica uno sbandamento flessionale.

#### Aste rettilinee progettate per compressione assiale

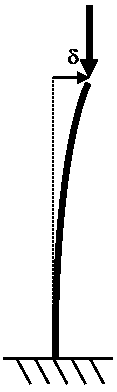
Schema statico

#### Aste rettilinee progettate per compressione eccentrica
Consideriamo una membratura rettilinea, che presenti una lunghezza notevole rispetto alle dimensioni della sezione e quindi sensibilmente flessibile, soggetta a pressoflessione.
In questo caso gli spostamenti dei punti dell'asse baricentrico deformato, non sono più trascurabili rispetto all'eccentricità del carico, ma hanno lo stesso ordine di grandezza, per cui le distanze della retta d'azione di questo dall'asse baricentrico risultano aumentate per effetto della deformazione.
Pertanto non si possono calcolare i valori delle sollecitazioni agenti sulla membratura partendo dalla configurazione indeformata, come accade negli elementi tozzi nei quali la deformazione dell'asta è talmente esigua da non alterare la distanza dell'asse baricentrico dalla retta d'azione del carico.
Quindi nelle aste snelle, contrariamente a quanto accadde negli elementi tozzi, è necessario calcolare il momento flettente considerando la configurazione deformata.
Se si considera una mensola rettilinea soggetta ad un carico P di compressione eccentrico e la si studia facendo crescere il carico, si arriva ad un valore critico detto carico critico di Eulero, pari a 
- Pcr =π2/4 * EJ/l2

Rispetto alla formula che si ottiene studiando un elemento caricato di punta, dove J è il momento d'inerzia minimo perché la trave si inflette nel piano di minore rigidezza, negli elementi pressoinflessi, poiché si devono inflettere nel piano di sollecitazione che contiene P, il momento d'inerzia J è quello ottenuto rispetto all'asse baricentrico normale a tale piano.
Nel caso in cui il carico eccentrico agisce nel piano di maggiore rigidezza e l'eccentricità del carico non è grande, è possibile che prima di cedere per flessione in tale piano l'elemento pressoinflesso si instabilizzi a carico di punta.

### Svergolamento
Lo svergolamento è un fenomeno di instabilità flesso-torsionale che colpisce le aste inflesse, che di norma sono costituite da profilati a doppio T.

Questo fenomeno può essere interpretato in maniera analoga al carico di punta, infatti a causa del momento flettente la sezione risulta per metà compressa.

Se tale zona risulta eccessivamente snella questa, sotto l'azione dello sforzo di compressione, può andare incontro a carico di punta e pertanto subisce sbandamento laterale, uscendo dal piano di inflessione, e trascinando con sé la  metà tesa.

Per  cui tutta la trave esce dal piano di inflessione e conseguentemente nasce anche un momento torcente.

#### Rimedi
La sicurezza allo svergolamento viene accresciuta da tutte le misure che tendono ad impedire la torsione e l'inflessione laterale della trave.

Queste misure consistono principalmente nell'adozione di irrigidimenti trasversali e longitudinali.

Gli irrigidimenti trasversali, che impediscono la torsione della trave, non vanno disposti solo agli appoggi della trave ma anche in sezioni intermedie.

L'inflessione laterale invece va impedita mediante irrigidimento longitudinale.

#### Verifica
Con il metodo agli stati limite, una trave inflessa con sezione a doppio T (es. IPE) o a H (es. HEA) è verificata nei riguardi dello svergolamento (instabilità flesso torsionale) se risulta:
- Med/Mb,Rd ≤ 1

dove:
- Med è il massimo momento flettente di calcolo che deriva dall'analisi della struttura
- Mb,Rd è il momento resistente di progetto per l'instabilità[5]

### Imbozzamento
L'imbozzamento è un fenomeno di instabilità che si manifesta nelle travi metalliche alte, inflesse o semplicemente compresse, quali le travi a parete piena a doppio T. Tale fenomeno è causato da carichi concentrati agenti su travi con lo spessore dell'anima piccolo in confronto all'altezza.

In questi casi, nella zona di influenza del carico concentrato, la lamiera che costituisce l'anima della trave viene compressa e, come per il fenomeno di carico di punta, tende ad instabilizzare e quindi fuoriuscire dal proprio piano, imbozzandosi.

#### Rimedi
Per ovviare a tale inconveniente si suddivide la lamiera d'anima in diversi pannelli che suddividono l'anima in campi di minore instabilità.

Per la realizzazione di questa suddivisione si adottano irrigidimenti verticali ed eventualmente orizzontali, costituiti da piatti.

Gli irrigidimenti:
- devono essere collegati mediante saldatura al corrente compresso e all'anima (non bisogna saldare il piatto al corrente teso);
- longitudinali devono essere passanti attraverso quelli verticali;
- in corrispondenza di carichi concentrati, come nelle zone di appoggio, devono essere simmetrici e verificati a carico di punta considerando collaborante una parte di lamiera da irrigidire di lunghezza pari a 24 volte il suo spessore.

## Collegamento alle strutture di fondazione
Le fondazioni delle costruzioni metalliche vengono realizzate in calcestruzzo armato.

Il collegamento tra la sovrastruttura in acciaio e la fondazione viene effettuato mediante barre di acciaio, dette tirafondo, annegate nel getto del calcestruzzo della sottostruttura.

Il numero di tirafondo e il loro diametro viene dimensionato in funzione delle sollecitazioni agenti alla base del pilastro.

Poiché per effettuare il collegamento pilastro-fondazione è necessario che la parte di tirafondo emergente dall'estradosso della fondazione passi attraverso i fori predisposti nella piastra di base che viene saldata al piede del montante, è fondamentale che i tirafondo vengano posizionati in maniera esatta per permettere la loro corrispondenza con i fori.

Siccome durante il getto i tirafondo potrebbero subire degli spostamenti, prima del getto stesso si dispone una piastra, detta contropiastra, che ha i fori esattamente corrispondenti a quelli della piastra di base.

Attraverso i fori della contropiastra vengono fatti passare i tirafondo in modo che questi non subiscano spostamenti.

Una volta che il calcestruzzo ha iniziato la fase di indurimento la contropiastra può anche essere rimossa.

Può accadere che, nonostante questi accorgimenti, i tirafondo non si vadano a posizionare perfettamente nei fori della piastra di base.

Per superare questo problema i fori della piastra di base possono essere realizzati di forma ellittica.

Una volta posizionato il pilastro e fatti passare i tirafondo attraverso i fori della piastra di base, poiché normalmente la superficie dell'estradosso della fondazione non sarà perfettamente piana, per evitare che si abbiano punte di tensione, tra piastra di base e fondazione viene lasciato una spazio, utilizzando come distanziatori dei dadi inseriti nei tirafondo, e successivamente si procede all'operazione di inghisaggio consistente nel riempire lo spazio disponibile, mediante iniezione a bassa pressione, con una idonea malta cementizia fluida a carattere espansivo.

Completate le suddette operazioni il collegamento pilastro-fondazione viene ultimato inserendo nei tirafondo dei dadi che vengono opportunamente serrati.

## Normativa
- CNR 10027/85: Strutture in acciaio per opere provvisionali: istruzioni per il calcolo, l'esecuzione, il collaudo e la manutenzione
- D.M. 14 gennaio 2008: Nuove norme tecniche per le costruzioni
- UNI EN 10025-1:2005: Prodotti laminati a caldo di acciai per impieghi strutturali - Parte 1: Condizioni tecniche generali di fornitura
- UNI EN 10025-2:2005: Prodotti laminati a caldo di acciai per impieghi strutturali - Parte 2: Condizioni tecniche di fornitura di acciai non legati per impieghi strutturali
- UNI EN 1090: Esecuzione di strutture di acciaio e alluminio